# Ko Seng-hyoun
Pour les articles homonymes, voir Seng.
Ko Seng-hyoun (고성현) est un baryton verdien sud-coréen.
Baryton de renommée internationale, Seng-Hyoun Ko fête ses 30 ans de carrière en 2012 après avoir chanté en Europe, aux États-Unis, en Russie, en Chine, au Japon et en Italie. 

## Carrière
Ses plus grands succès sont les rôles d'Amonasro dans Aida (2006), De Luna dans Il trovatore (2007), Alfio dans Cavalleria rusticana, Tonio dans Pagliacci (2009), Carlo Gérard dans Andrea Chénier avec le Deutsche Oper Berin (2011) et l'Opéra de Massy (2012), ainsi que Iago dans Otello avec l'Opéra de Marseille (2013). Il a chanté avec José Cura, Roberto Alagna, Vladimir Galouzine, Nicola Martinucci, Giuseppe Giacomini, Ghena Dimitrova, Maria Guleghina, Inva Mula.
Il a donné plus de 500 récitals et spectacles. Aujourd'hui professeur à l'université d'Hanyang, il est souvent présent dans des festivals et théâtres italiens depuis 1990 : le Festival Pucciniano Torre del Lago, le festival Verdi à Parme, Catania, le Teatro Verdi Pagoda, le Teatro del Maggio Musicale Fiorentino, et le Teatro dell'Opera di Roma (Pagliacci 2009, mise en scène par Franco Zeffirelli).

## Biographie
Il est diplômé de l'université nationale de Séoul en 1985, et s'est formé également au Conservatoire Giuseppe-Verdi de Milan et à l'académie de La Scala.